# Franz Schwarz (Politiker)
Franz Schwarz (* 11. September 1940 in Niederlindewiese, Landkreis Freiwaldau; † 25. Juni 2017) war ein deutscher Politiker (SPD).

## Leben und Beruf
Nach der Volksschule absolvierte Schwarz eine Maschinenschlosserlehre. Anschließend besuchte er eine Abendschule und eine Fachschule und war von 1964 bis 1980 als Ingenieur tätig. Danach war er DGB-Vorsitzender des Kreises Altenkirchen. Schwarz ist verheiratet und hat ein Kind.

## Politik
Schwarz trat 1975 der SPD bei. 1984 wurde er in den Gemeinderat und 1994 zum ersten Beigeordneten von Niederfischbach gewählt. 1999 und 2004 kandidierte er erfolglos bei den Niederfischbacher Bürgermeister-Wahlen. Bereits 1987 wurde er als Abgeordneter in den Rheinland-Pfälzischen Landtag gewählt, dem er bis 2006 fast vier Legislaturperioden angehörte. Im Landtag war er stellvertretender Vorsitzender des Ausschusses für Wirtschaft und Verkehr.
Schwarz war bis 9. Juli 2009 Mitglied des Verwaltungsrates der Kreissparkasse Altenkirchen.